# Гаи (Каменский район)
Гаи — село в Каменском районе Пензенской области России, входит в состав Анучинского сельсовета.

## География
Село расположено на берегу реки Большой Чембар в 7 км на восток от центра сельсовета села Анучино и в 31 км на юг от райцентра города Каменки.

## История
Поселено помещиком около 1800 года в составе Чембарского уезда Пензенской губернии. Приходская Никольская церковь находилась в с. Анучине. В 1896 году д. Гаи в составе Анучинской волости Чембарского уезда, 49 дворов. В 1911 г. – 3 общины, 45 дворов, водяная мельница, лавка.
С 1928 года село являлось центром Гаевского сельсовета Каменского района Пензенского округа Средне-Волжской области, с 1931 года — в составе Анучинского сельсовета. С 1935 года центр Гаевского сельсовета в составе Свищевского района Куйбышевского края (с 1939 года — в составе Пензенской области). В 1955 г. – в составе Соболевского сельсовета Свищевского района, колхоз имени Сталина. С 1959 года в составе Каменского района. В 1980-е годы в составе Анучинского сельсовета.

## Население
| 1864 | 1896 | 1911 | 1926 | 1930 | 1959 | 1979 |
| ---- | ---- | ---- | ---- | ---- | ---- | ---- |
| 295  | ↘252 | ↘246 | ↗355 | ↗397 | ↘124 | ↗150 |
| 1989 | 1996 | 2002 | 2010 |      |      |      |
| ↘96  | ↘74  | ↘55  | ↘27  |      |      |      |